# Made Up Mind
Made Up Mind è il secondo album in studio del gruppo blues-rock Tedeschi Trucks Band. È stato pubblicato il 20 agosto 2013 da Masterworks Records.
Nel 2014 ha vinto un Blues Music Award nella categoria "Rock Blues Album of the Year".
Thom Jurek di AllMusic ha scritto "Made Up Mind è stretto; mantiene il grintoso, pieno di vapore, il cuore del sud mostrato su Revelator, ma la crescita nella scrittura, nell'arrangiamento e nella produzione è incommensurabile. Tutto ciò che questi musicisti hanno assimilato durante le loro carriere individuali viene filtrato attraverso una coscienza di gruppo. Quando si esprime musicalmente, i lignaggi storici e culturali sono interrogati e rispondono incessantemente nella tensione del loro dialogo, creando un suono che non solo è immediatamente riconoscibile, ma offre un insieme quasi illimitato di possibilità sonore." Julian Ring di Rolling Stone ha definito l'album "parti uguali di Stax e Muscle Shoals senza la diluizione di nessuno dei due". PopMatters ha definito l'album "un brillante ritorno al passato senza mai suonare veramente anacronistico".
L'album ha debuttato al numero 11 della classifica Billboard nella sua prima settimana, e ha anche debuttato al numero 9 della classifica delle vendite degli album, nonché al numero 2 della classifica Rock di Billboard e al numero 1 della classifica Blues. L'album ha venduto 113.000 copie negli Stati Uniti a dicembre 2015.

## Tracce
1. Made Up Mind – 3:55 (musica: Oliver Wood, Derek Trucks, Susan Tedeschi)
2. Do I Look Worried – 4:35 (musica: John Leventhal, Trucks, Tedeschi)
3. Idle Wind – 5:11 (musica: Gary Michael Louris, Trucks, Tedeschi)
4. Misunderstood – 5:42 (musica: Sonya Kitchell; Eric Krasno)
5. Part of Me – 4:08 (musica: Doyle Bramhall, II, Trucks, Tedeschi, Mike Mattison)
6. "Whiskey Legs – 4:06 (musica: Trucks, Louris, Tedeschi)
7. It's So Heavy – 4:59 (musica: Kitchell, Krasno, Trucks)
8. All That I Need – 5:13 (musica: Trucks, Bramhall, Tedeschi)
9. Sweet and Low – 5:04 (musica: Krasno, David Gutter, Trucks, Tedeschi, Adam Smirnoff)
10. The Storm – 6:35 (musica: Trucks, Tedeschi, Leventhal)
11. Calling Out to You – 3:46 (musica: Krasno, Gutter)